# Puccinia chloracae
Puccinia chloracae ist eine Ständerpilzart aus der Ordnung der Rostpilze (Pucciniales). Der Pilz ist ein Endoparasit der Korbblütlergattung Viguiera. Symptome des Befalls durch die Art sind Rostflecken und Pusteln auf den Blattoberflächen der Wirtspflanzen. Sie ist im Südwesten Nordamerikas verbreitet.

## Merkmale

### Makroskopische Merkmale
Puccinia chloracae ist mit bloßem Auge nur anhand der auf der Oberfläche des Wirtes hervortretenden Sporenlager zu erkennen. Sie wachsen in Nestern, die als gelbliche bis braune Flecken und Pusteln auf den Blattoberflächen erscheinen.

### Mikroskopische Merkmale
Das Myzel von Puccinia chloracae wächst wie bei allen Puccinia-Arten interzellulär und bildet Saugfäden, die in das Speichergewebe des Wirtes wachsen. Ihre Spermogonien wachsen beidseitig auf den Wirtsblättern. Die beidseitig wachsenden Aecien der Art sind becherförmig und weißlich. Sie besitzen 22–37 × 16–22 µm große, hyaline und kugelig bis ellipsoide Aeciosporen mit warziger Oberfläche. Die beidseitig wachsenden Uredien des Pilzes sind zimtbraun. Ihre ebenfalls zimtbraunen Uredosporen sind 26–32 × 19–24 µm groß, eiförmig bis langellipsoid und stachelwarzig. Die beidseitig wachsenden Telien der Art sind schwarzbraun und pulverig. Die dunkel kastanienbraunen Teliosporen sind zweizellig, in der Regel ellipsoid bis breitellipsoid und 36–48 × 26–31 µm groß. Ihre Stiele sind farblos bis gelblich und bis zu 250 µm lang.

## Verbreitung
Das bekannte Verbreitungsgebiet von Puccinia chloracae umfasst die südwestlichen USA und das nordwestliche Mexiko.

## Ökologie
Die Wirtspflanzen von Puccinia chloracae sind Viguiera deltoidea, V. laciniata und V. stenoloba. Der Pilz ernährt sich von den im Speichergewebe der Pflanzen vorhandenen Nährstoffen, seine Sporenlager brechen später durch die Blattoberfläche und setzen Sporen frei. Die Art durchläuft einen Entwicklungszyklus mit Spermogonien, Aecien, Telien und Uredien, vollzieht aber keinen Wirtswechsel.